# أحمد صبري إسماعيل
أحمد صبري إسماعيل (11 مايو 1963 بألور ستار في ماليزيا - ) هو لاعب كرة قدم ماليزي في مركز حراسة المرمى. شارك مع منتخب ماليزيا لكرة القدم. أما مع النوادي، فقد لعب مع نادي كيدا دارول أمان ونادي بينانق.

## وصلات خارجية
- أحمد صبري إسماعيل على موقع الاتحاد الدولي (مؤرشف)  (الإنجليزية)